# KV52
KV52 es una tumba egipcia del llamado Valle de los Reyes, situado en la orilla oeste del Nilo, a la altura de la moderna ciudad de Luxor. Fue descubierta en 1906 por Edward Ayrton cuando trabajaba al servicio de Theodore Davis, pero su emplazamiento se desconoce actualmente. Aun así, sabemos que se halla muy cerca de KV50 y KV51, también perdidas en el triángulo formado por KV35, KV36 y KV49.
El sepulcro no ofrece el menor misterio en cuanto a estructura. Sabemos que tiene un pequeño pozo de entrada (A) que da lugar a una única cámara de apenas 3,6 metros cuadrados donde fue hallada la momia de un mono. Como todas las tumbas ajenas a miembros de la familia real de la dinastía XVIII carece de decoración y está toscamente tallada en la piedra. Sin embargo, quizás lo más sorprendente fuera el propietario del lugar, un mono. KV52 se acababa de convertir en la tercera de las Tumbas de Animales del Valle, junto a sus gemelas KV50 y KV51.
El porqué de enterrar solo a un mono —en el resto de las tumbas de animales hay más de un ejemplar— y además en un lugar tan sagrado como era el Valle de los Reyes es un misterio. Se ha pensado que quizás fuese el faraón Amenhotep II el que dispusiese las tumbas de sus animales favoritos, dada la cercanía de su tumba, aunque no hay nada que demuestre que fuera él. Aun así, el faraón ha pasado a la historia como el "rey deportista", ya que era un auténtico atleta amante de los ejercicios gimnásticos y, por supuesto, de los animales. Y probablemente lo hubiera sido de ser el que ordenase la construcción de KV52, pues al parecer tanto el monito momificado como los otros animales de las tumbas KV50 y KV51 fueron enterrados con un generoso ajuar funerario que llegaba a incluir joyas. Ayrton halló tan sólo un cofre vacío de vasos canopos junto al animal: el lugar había sido desvalijado a conciencia.